# Puottaure
Puottaure (lulesamisch: Bhuottavvre) ist eine Siedlung in der Gemeinde Jokkmokk und der schwedischen Provinz Norrbottens län bzw. der historischen Provinz Norrbotten. Der Ort verfügt über eine Kirche und einen angrenzenden See mit dem gleichen Namen. 

## Allgemein
Der kleine Ort Puottaure liegt im südlichen Teil der Gemeinde Jokkmokk und besteht aus einigen Häusern und Höfen, die grundsätzlich von schwedischen Einwohnern bewohnt werden. Die Besiedlung erfolgt räumlich sehr großzügig, wobei die Gebäude größtenteils an der Hauptstraße oder zumindest nahe an ihr stehen. Aufgrund der ländlichen Lage ist die Siedlung touristisch eher unbekannt – die Lage an dem 2-streifigen, jedoch nicht asphaltierten, Länsväg BD 682 (Riksväg 97 – Europastraße 45) hat den Ort nicht unbedingt bekannter gemacht, doch sorgt diese Lage für eine verhältnismäßig gute Erreichbarkeit naheliegender Orte – etwa der Småort Kåbdalis (20 km entfernt) oder der Tätort Harads (41 km entfernt). Nach Jokkmokk, dem Hauptort der Gemeinde, sollte man etwa 50 min Fahrtzeit einplanen. 
Der nächstgelegene Bahnhof ist die etwa 15 km entfernte Station Kitajaur an der Inlandsbahn.
Durch die anfangs erwähnte Größe des Ortes fehlen ihm grundlegende Infrastruktur-Einrichtungen wie Supermärkte oder Schulen/Kindertagesstätten – diese befinden Sich entsprechend in anderen Orten der Gemeinde. Die Bevölkerung in Puottaure lässt sich heute nicht genau ermitteln. Das zuständige Statistiska centralbyrån (SCB) gibt die Einwohnerzahlen nur von Orten mit mehr als 50 Einwohnern (Småort) an. Präzise Zahlen gibt es nur von der Kirche, sie geht von 142 Mitgliedern der Församling aus.

## Klima
Die Jahresmitteltemperatur für Puottaure beträgt 7,2 °C bei einer durchschnittlichen Höchsttemperatur im Juli von 19 °C und −8 °C im Januar. Im Januar 2019 fiel in der schwedischen Siedlung an 18 von 31 Tagen Schnee. Der UV-Index ist das ganze Jahr über verhältnismäßig gering, was der Nähe zur polaren Zone zuzuschreiben ist. Mit einer Jahresmitteltemperatur von 7,2 °C liegt der Ort in der subpolaren Zone.

## Sehenswürdigkeit
Der Ort verfügt über eine 1907 fertiggestellte Kirche, die unter anderem von der Gemeinde Jokkmokk erwähnt wurde. Im Jahr 1954 wurde diese renoviert. Sie besteht aus einem Chor, einem Turm, einem Schiff und einer Sakristei. Der Innenraum ist mit Holz verkleidet. Das weitläufige Kirchengrundstück ist von einem weißen Holzzaun umrandet und verfügt über einen Friedhof.

## Galerie

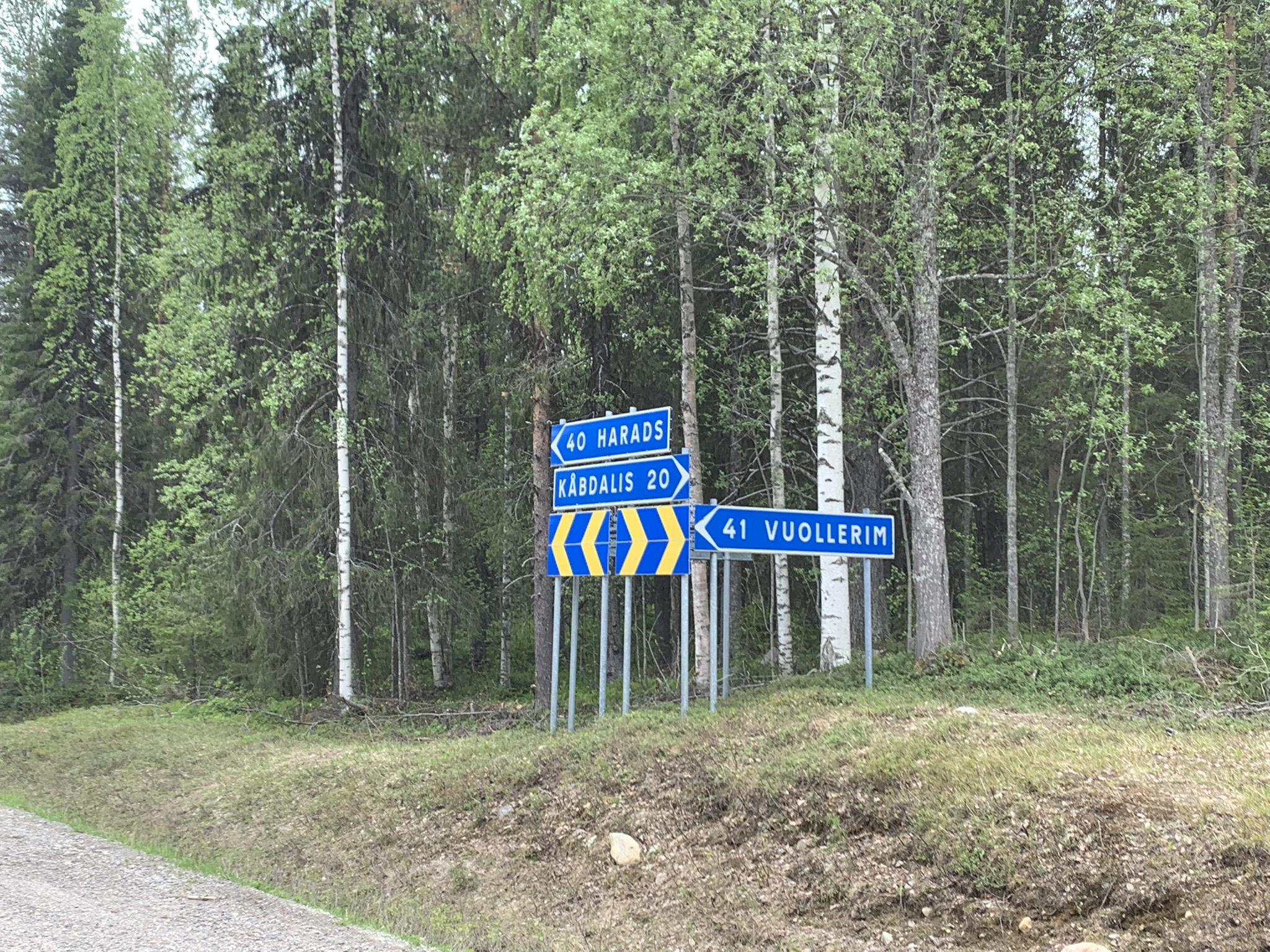
Schild in der Ortsmitte
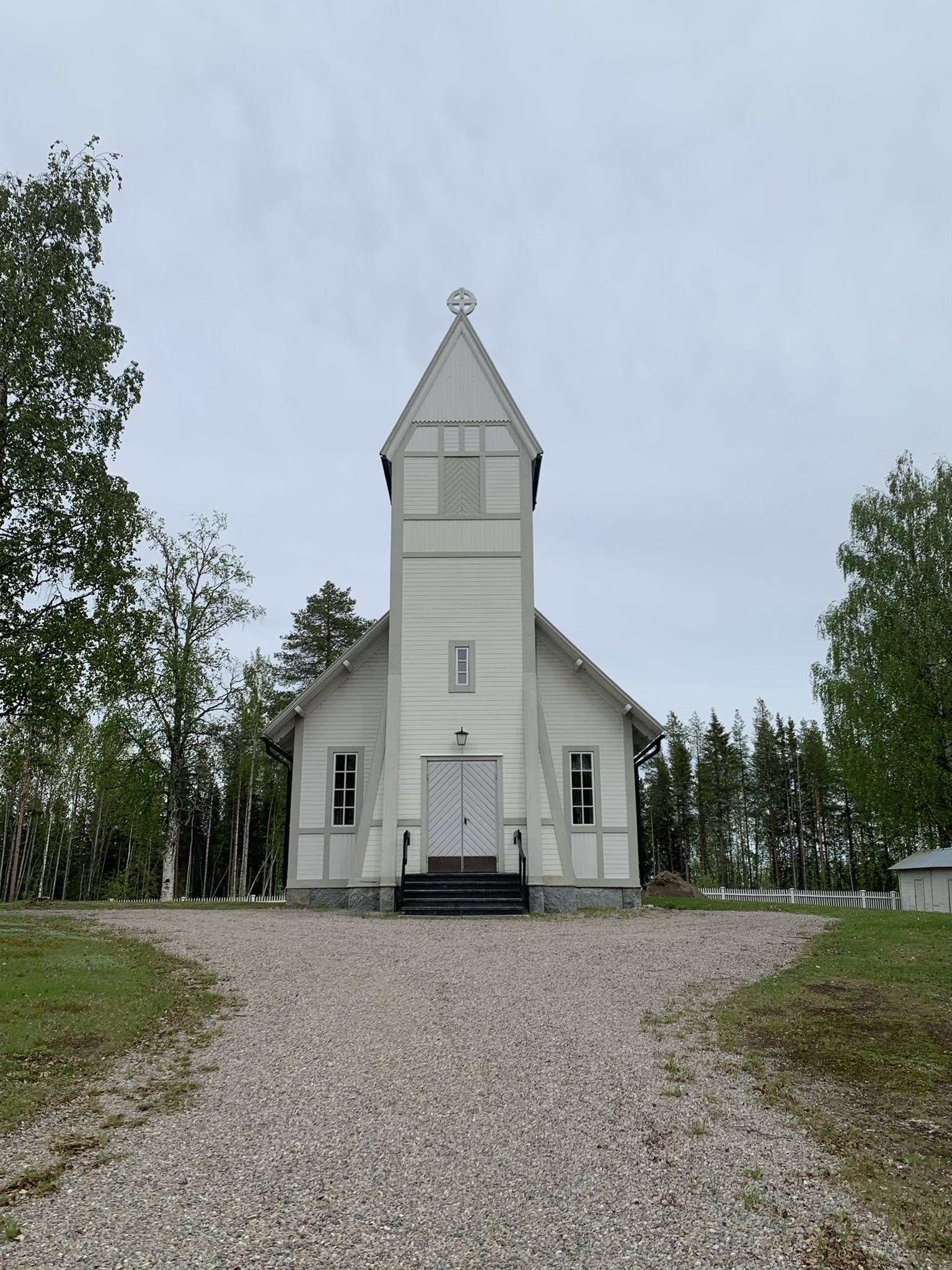
Die Kirche im Juni 2022
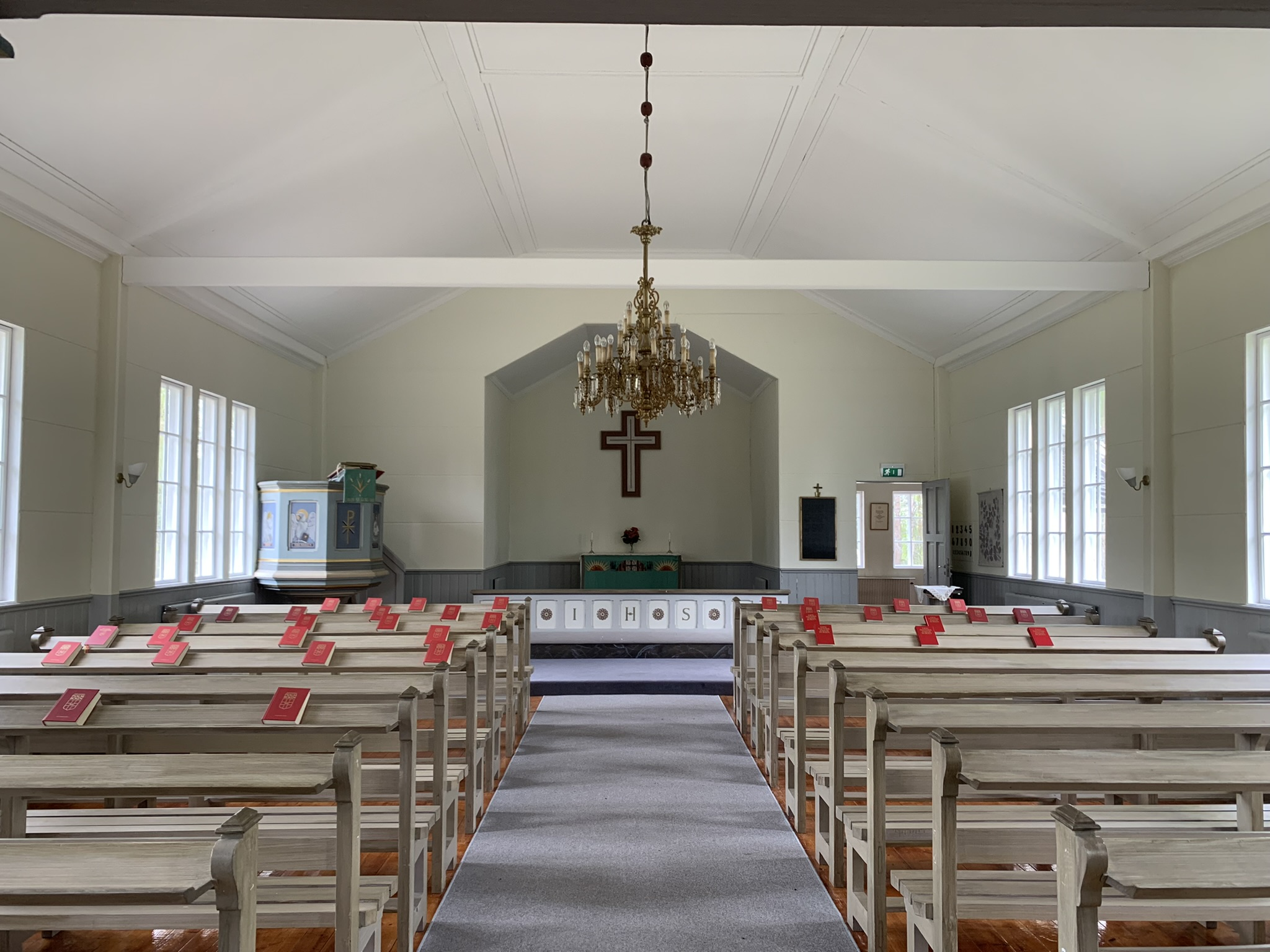
Die Kirche von innen